# Chmelnice (Děčín)
Chmelnice  (podle ČSÚ pomnožné, v některých zdrojích používáno v jednotném čísle, německy Hopfengarten) je XXV. část statutárního města Děčína. Nachází se na jihozápadě Děčína. Chmelnice leží v katastrálním území Vilsnice o výměře 3,34 km².

## Historie
První písemná zmínka o vesnici pochází z roku 1543.

## Pamětihodnosti
- Lázně Chmelnice – zaniklý malý lázeňský areál, jehož pozůstatky (kaple, schodiště a terasy) jsou zachovány v lese nad Chmelnicí

## Obyvatelstvo
Při sčítání lidu v roce 1921 ve vsi žilo 301 obyvatel (z toho 143 mužů), z nichž bylo 21 Čechoslováků, 274 Němců a šest cizinců. Většina byla římskými katolíky, ale sedmnáct lidí se hlásilo k evangelickým církvím, jeden člověk k dalším nezjišťovaným církvím a tři lidé byli bez vyznání. Podle sčítání lidu z roku 1930 měla vesnice 310 obyvatel: 39 Čechoslováků, 267 Němců a čtyři cizince. Opět převažovali římští katolíci (249 osob), šestnáct lidí bylo evangelíky, čtyři patřili k církvi československé, a 41 jich bylo bez vyznání.
|                                                                   | 1869 | 1880 | 1890 | 1900 | 1910 | 1921 | 1930 | 1950 | 1961 | 1970 | 1980 | 1991 | 2001 | 2011 |
| ----------------------------------------------------------------- | ---- | ---- | ---- | ---- | ---- | ---- | ---- | ---- | ---- | ---- | ---- | ---- | ---- | ---- |
| Obyvatelé                                                         | 118  | 132  | 138  | 159  | 331  | 301  | 310  | 400  | 366  | 300  | 306  | 297  | 277  | 314  |
| Domy                                                              | 17   | 19   | 19   | 22   | 36   | 35   | 40   | 70   | —    | 60   | 65   | 60   | 71   | 76   |
| Počet domů z roku 1961 je zahrnut v domech místní části Vilsnice. |      |      |      |      |      |      |      |      |      |      |      |      |      |      |

## Další fotografie

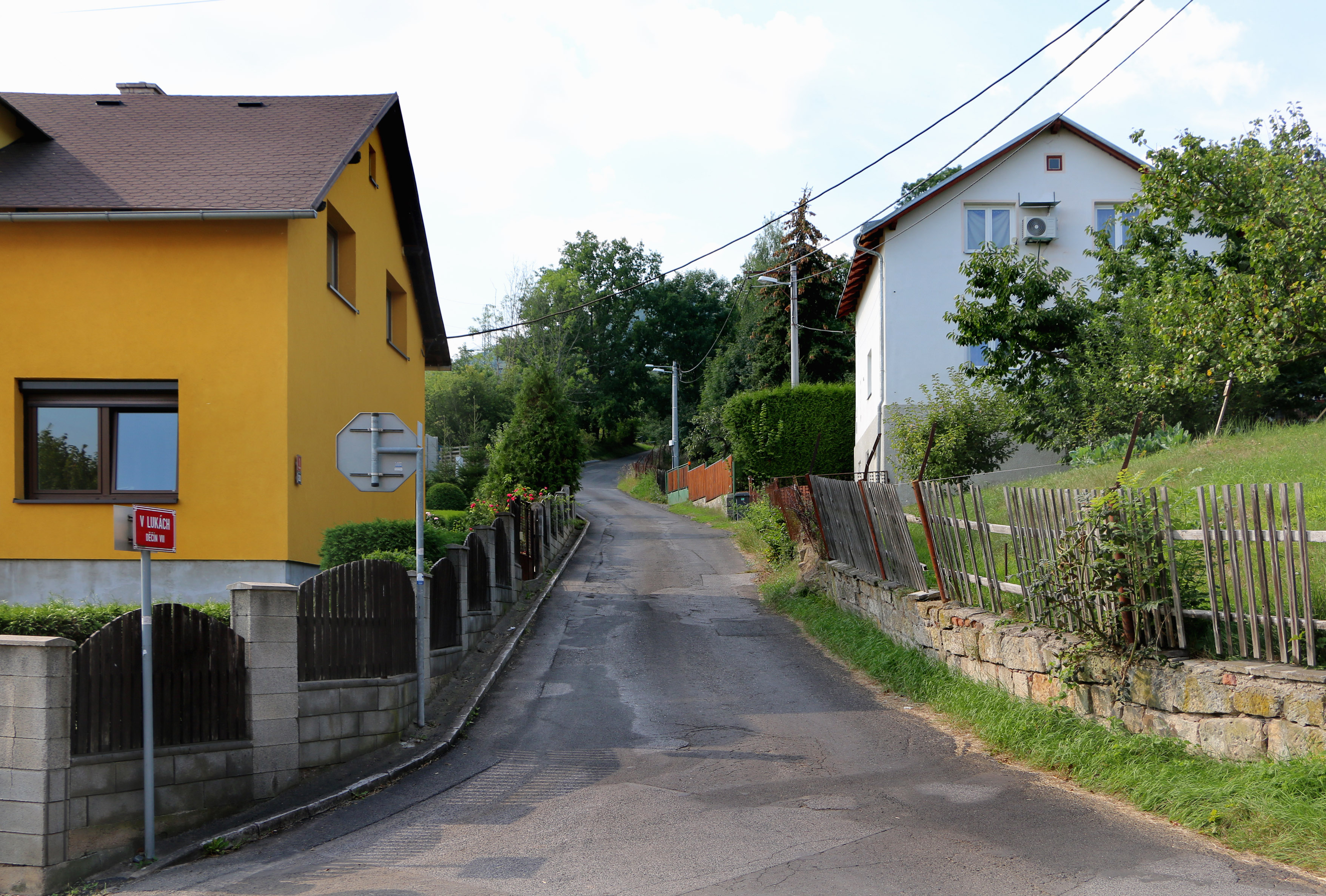
Ulice V Lukách
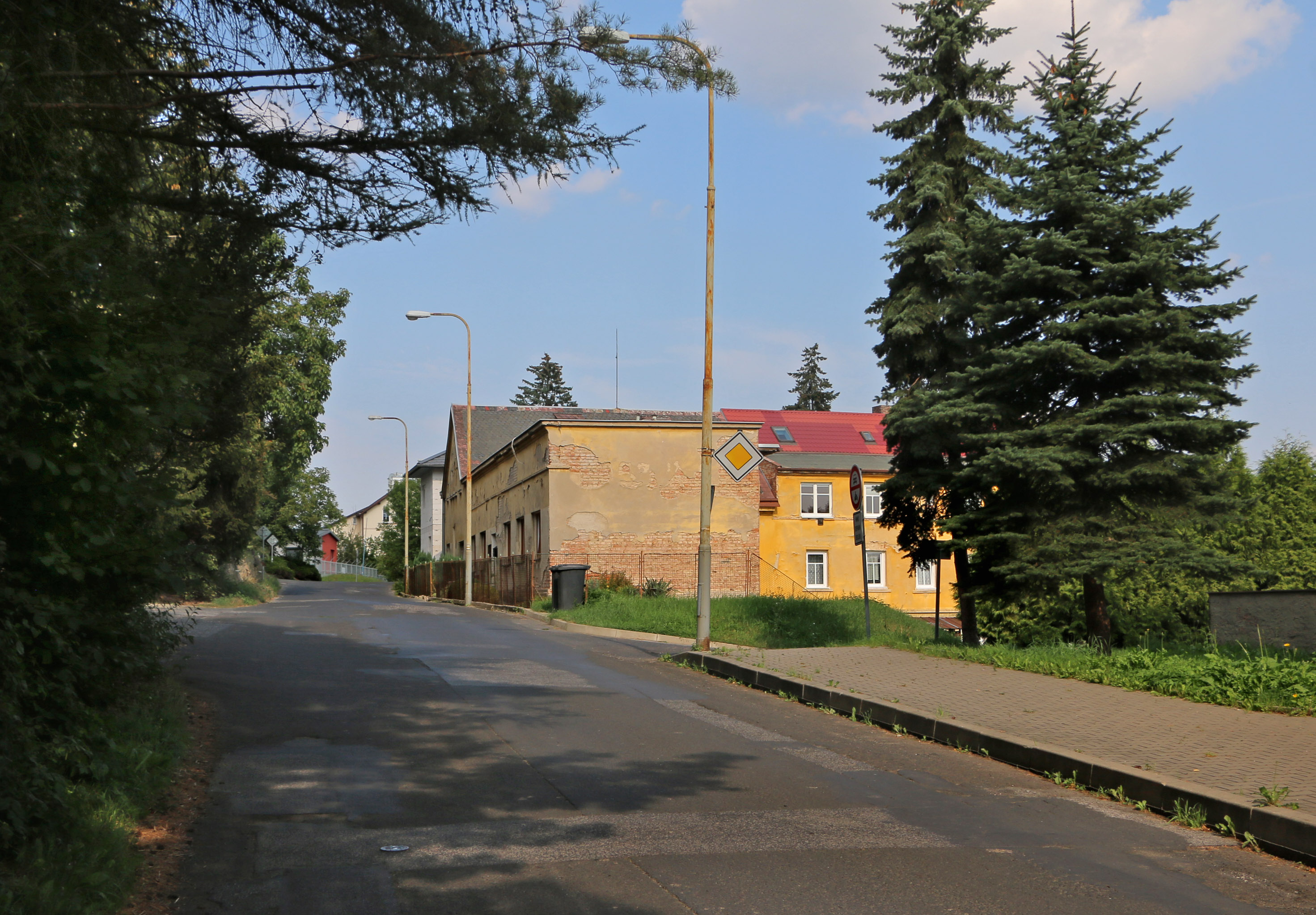
Vilsnická ulice